# Selaginella chrysoleuca
Selaginella chrysoleuca är en mosslummerväxtart som beskrevs av Antoine Frédéric Spring. Selaginella chrysoleuca ingår i släktet mosslumrar, och familjen mosslummerväxter. Inga underarter finns listade i Catalogue of Life.